# Corpuscule de Hassal
Les corpuscules de Hassal, appelés aussi corpuscules thymiques, sont des structures arrondies, éosinophiles, lamellaires et en bulbe d’oignon situées dans la zone médullaire du thymus de l'homme. D'origine endodermique, ces structures épithéliales doivent leur nom au médecin britannique Arthur Hill Hassall (en) qui les a découvertes en 1846.
Leur fonction reste encore obscure mais il semble qu'ils peuvent, grâce à la production de la cytokine TSLP (thymic stromal lymphopoietin), intervenir dans le processus inflammatoire.